# Bruchophagus secundus
Bruchophagus secundus är en stekelart som först beskrevs av Girault 1915.  Bruchophagus secundus ingår i släktet Bruchophagus och familjen kragglanssteklar. Inga underarter finns listade.